# Joan Exarch

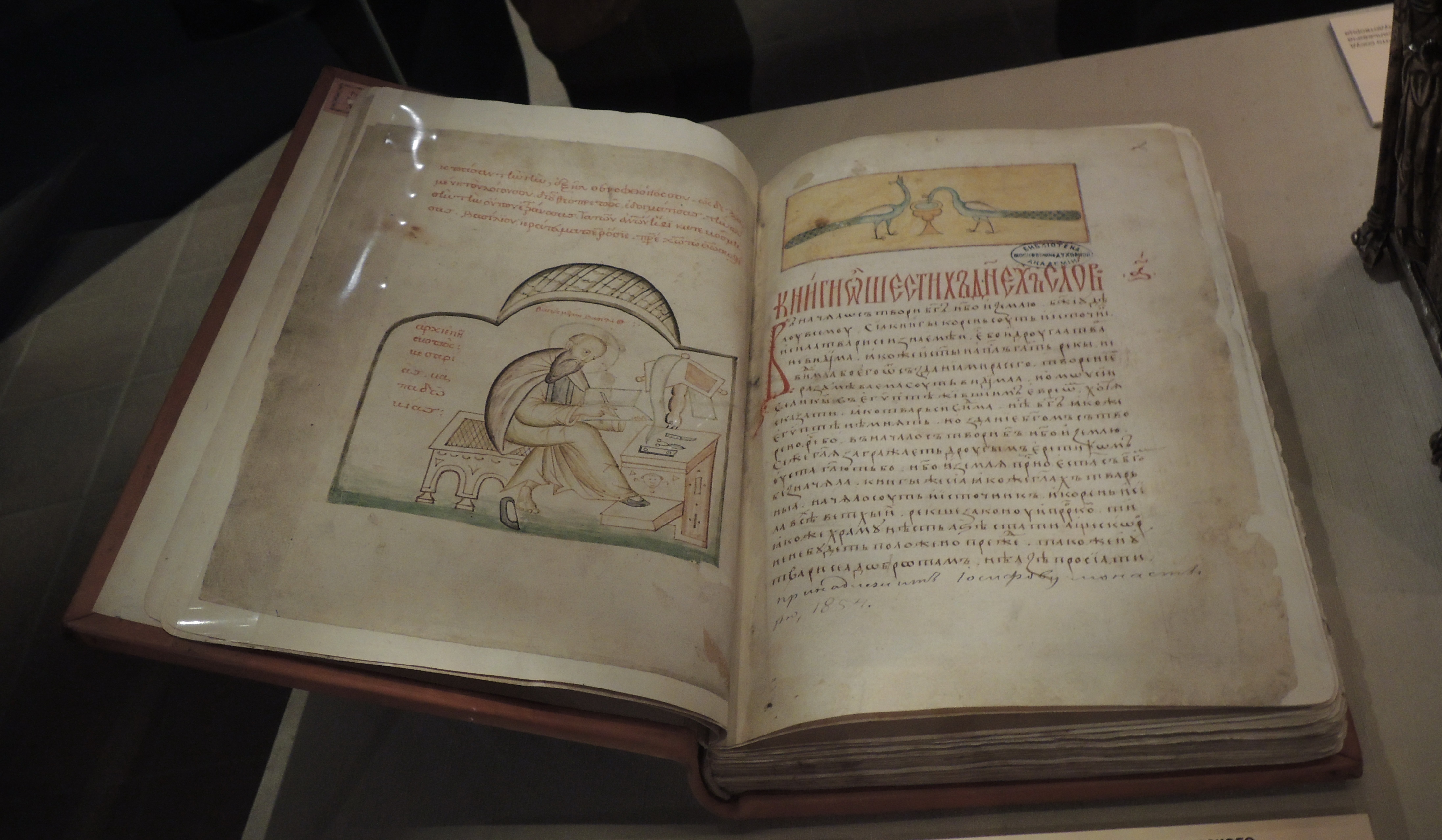
Exemplar des Schestodnews

Joan Exarch, auch Johannes (bulgarisch Йоан Екзарх * um 850; † 930) war ein bulgarischer Exarch und Schriftsteller.
Er gilt als Vertreter der Literarischen Schule von Preslaw. Sein Hauptwerk ist der Schestodnew (zu Dt.: Hexaemeron), das Sechstagebuch, in dem er byzantinische Quellen zusammenstellte und Darstellungen bulgarischer Gegebenheiten hinzufügte. Das als Apologie der Schöpfungsgeschichte gedachte Werk wurde zu einer enzyklopädischen Wissenssammlung seiner Zeit und Kultur. Seine Übersetzungstätigkeit gilt als wichtige sprachschöpferische Leistung.